# Sobór św. Serafina z Sarowa i Iwerskiej Ikony Matki Bożej w Jekybastuzie
Sobór św. Serafina z Sarowa i Iwerskiej Ikony Matki Bożej – prawosławny sobór w Jekybastuzie.
Parafia prawosławna funkcjonowała w Jekybastuzie od 1979, korzystając z zaadaptowanego na cele religijne ceglanego budynku. Budowa nowego obiektu została zainicjowana wobec stale rosnącej liczby wiernych, co sprawiło, że dotychczasowa siedziba przestała być wystarczająca. Projekt budowy cerkwi wsparły władze lokalne. Budowę soboru św. Serafina z Sarowa i Iwerskiej Ikony Matki Bożej rozpoczęto w 1992 z błogosławieństwa arcybiskupa ałmackiego Aleksego. 27 listopada tego roku został położony kamień węgielny. Pierwsze nabożeństwo w nieukończonym jeszcze budynku miało miejsce 6 stycznia 1999. Poświęcenie gotowej świątyni miało miejsce 21 września 2000, obrzęd przeprowadził biskup tomski i asinowski Rościsław.
Sobór jest świątynią dwupoziomową – patronką górnej cerkwi jest Iwerska Ikona Matki Bożej, świętemu Serafinowi z Sarowa poświęcono z kolei cerkiew dolną. Łączna wysokość budynku to 43,6 m, zaś powierzchnia przekracza 1600 metrów kwadratowych. Obiekt wieńczy pięć kopuł. 